# Myzostoma robustum
Myzostoma robustum is een ringworm uit de familie Myzostomatidae.
Myzostoma robustum werd in 1921 voor het eerst wetenschappelijk beschreven door Okada.